# Liste der Bodendenkmäler in Neukirchen (Niederbayern)
Auf dieser Seite sind die Bodendenkmäler in der niederbayerischen Gemeinde Neukirchen zusammengestellt. Diese Tabelle ist eine Teilliste der Liste der Bodendenkmäler in Bayern. Grundlage ist die Bayerische Denkmalliste, die auf Basis des Bayerischen Denkmalschutzgesetzes vom 1. Oktober 1973 erstmals erstellt wurde und seither durch das Bayerische Landesamt für Denkmalpflege geführt wird. Die folgenden Angaben ersetzen nicht die rechtsverbindliche Auskunft der Denkmalschutzbehörde.

## Bodendenkmäler der Gemeinde

### Bodendenkmäler in der Gemarkung Neukirchen
| Lage                               | Objekt | Akten-Nr.     | Bild                                                      |
| ---------------------------------- | --- | ------------- | --------------------------------------------------------- |
| Neukirchen (Standort)              | Burgstall des Mittelalters. | D-2-6942-0001 |                                                           |
| Neukirchen (Standort)              | Siedlung vor- und frühgeschichtlicher Zeitstellung. | D-2-7042-0031 |                                                           |
| Neukirchen (Standort)              | Untertägige mittelalterliche und frühneuzeitliche Befunde und Funde im Bereich von Schloss Haggn mit Schlosskapelle St. Aloysius und zugehörigen Wirtschaftsgebäuden, darunter Spuren der Vorgängerbauten und Befestigungsanlagen. | D-2-7042-0044 | weitere Bilder                                            |
| Neukirchen (Standort)              | Untertägige mittelalterliche und frühneuzeitliche Befunde und Funde im Bereich der katholischen Filialkirche St. Pauli Bekehrung in Pürgl. Siehe auch: St. Pauli Bekehrung (Pürgl)                                                 | D-2-7042-0046 | weitere Bilder                                            |
| Neukirchen Kirchgasse 8 (Standort) | Untertägige mittelalterliche und frühneuzeitliche Befunde und Funde im Bereich der katholischen Pfarrkirche St. Martin in Neukirchen, darunter Spuren von Vorgängerbauten und der Friedhof.                                        | D-2-7042-0048 | Untertägige mittelalterliche und frühneuzeitliche Befunde |